# ويليام فيتزهاغ
ويليام فيتزهاغ هو سياسي أمريكي، ولد في 24 أغسطس 1741 في King George, Virginia ‏ في الولايات المتحدة، وتوفي في 6 يونيو 1809 في مقاطعة فيرفاكس في الولايات المتحدة. نشط حزبياً في الحزب الفيدرالي الأمريكي. وقد انتخب عضو مجلس ولاية فرجينيا ‏.